# Nicolas de Behr
Jean Nicolas Joseph de Behr (Luik, 1 oktober 1786 - 18 april 1862) was lid van het Belgisch Nationaal Congres, volksvertegenwoordiger en magistraat.

## Levensloop
Jean-Nicolas de Behr, lid van de familie De Behr, was de zoon van Pierre de Behr (1758-1838) en Marie-Catherine de Trixhe; hij was de kleinzoon van Jean-Joseph de Behr (1717-1777) die in 1755 tot ridder van het Heilige Roomse Rijk werd verheven en in eerste huwelijk trad met Catherine de Counotte (1718-1748). Zelf trouwde De Behr met Christine De Leeuw (1798-1833).
De Behr volbracht zijn middelbare studies aan de École centrale in Luik en behaalde in 1809 zijn licentiaat in de rechten aan de École de Droit in Brussel. In 1811 had een belangrijke hervorming van de rechtbank plaats en de Behr werd raadsheer-auditeur benoemd in 1812 en raadsheer in september 1814. Hij bleef aan het Luikse hof van beroep verbonden en werd er in november 1836 eerste voorzitter van, wat hij bleef tot aan zijn dood. Noch onder het Verenigd Koninkrijk der Nederlanden noch onder het Belgisch koninkrijk deed hij een inspanning om een adellijke titel bevestigd te zien. (Pas in 1956 zou een achterkleinzoon adelserkenning verkrijgen.)
Van 1829 tot 1836 was hij gemeenteraadslid van Luik en in 1830 werd hij tot lid van het Nationaal Congres verkozen. In de openbare zittingen nam hij zelden het woord, maar was actief in de commissies die wetgeving voorbereidden, bijvoorbeeld over de pers en de jury in assisenzaken. Hij schreef verschillende rapporten, zoals: Sur la réclamation de plusieurs notables de Gand relative à l’annulation des élections municipales de cette ville (2 december 1830) - Sur l’interprétation du décret du 5 mars 1831 relativement aux droits d’enregistrement à percevoir pour les actes de prestation de serment des fonctionnaires publics - Sur le projet de décret tendant à interdire la réunion des États provinciaux pour la session ordinaire de 1831 - Sur les crédits et dépenses de l’État pendant le troisième trimestre de 1831.
Hij bracht zijn stem bij de belangrijke gelegenheden uit als volgt:
- voor de onafhankelijkheid van België;
- voor de eeuwigdurende uitsluiting van de Nassaus;
- voor een grondwettelijke monarchie;
- voor het instellen van twee wetgevende kamers;
- voor de benoeming van de Senaat door de koning;
- voor de algehele vrijheid van onderwijs;
- voor de benoeming van de hertog van Leuchtenberg tot koning;
- voor de verkiezing van Leopold van Saksen Coburg tot koning;
- voor de aanvaarding van het Verdrag der XXIV Artikelen.

Van 1833 tot 1843 werd de Behr verkozen tot lid van de Kamer van volksvertegenwoordigers, waar hij bij herhaling ondervoorzitter was. Hij werd gecatalogeerd onder de conservatieve katholieken.
Zijn achterkleinzoon jhr. Paul de Behr (1911) werd in 1956 erkend te behoren tot de Belgische adel.